# Pusztazámor
Pusztazámor is een plaats (község) en gemeente in het Hongaarse comitaat Pest. Pusztazámor telt 1022 inwoners (2001).